# Godefroid Henskens
Godefroid Henskens (Venray, 21 de junho de 1601 — Antuérpia, 11 de setembro de 1681), também conhecido por Godfried Henschen ou Henschenius, foi um sacerdote jesuíta e hagiógrafo, um dos principais colaboradores de Jean Bolland na preparação da obra Acta Sanctorum (1635).

## Obras
- Diatribae de episcopatu et episcopis Trajectensibus (1653)
- De tribus Dagobertis regibus (1655)